# Binz
Binz er en by og kommune i det nordøstlige Tyskland, beliggende under Landkreis Vorpommern-Rügen på øen Rügen. Landkreis Vorpommern-Rügen ligger i delstaten Mecklenburg-Vorpommern.
Binz er den største ferieby på Rügen med mange hoteller bygget i første del af 1900-tallet. De findes i centrum og langs kystpromenaden. Stedets hovedattraktioner er den 370 meter lange pier og Jagdschloss Granitz.
- Wikimedia Commons har flere filer relateret til Binz